# Stojan Cigoj
Stojan Cigoj, slovenski pravnik, prevajalec in akademik, * 27. junij 1920, Strnišče, † 19. september 1989, Ljubljana.

## Življenje in delo
Po diplomi 1942 na ljubljanski Pravni fakulteti (PF) je prav tam 1943 tudi doktoriral. Od 1957 je deloval na PF v Ljubljani, od 1965 kot redni profesor za civilno pravo in mednarodno zasebno pravo. Strokovno se je izpopolnjeval v Franciji, Združenem kraljestvu, Švici in ZDA. Na več mednarodnih konferencah je bil uradni član jugoslovanskih delegacij (npr.: Konferenca o turistično-potniški pogodbi); na mednarodnih posvetovanjih je imel referate iz mednarodne arbitraže, prava okolja, odgovornosti za nuklearni rizik. Sodeloval je pri pripravi več temelnjih jugoslovanskih predpisih s področja civilnega prava. Pri Gospodarski zbornici Jugoslavije in pri Mednarodni arbitraži o investicijah v Washingtonu je bil arbiter zunanjergovinske arbitraže. Od 23. aprila 1987 je bil redni član Slovenske akademije znanosti in umetnosti.
Znastveni opus Cigoja obsega več kot 300 del, od tega preko 35 knjig. V njih je zajel zlasti področje obligacijskega prava, mednarodnega zasebnega prava in avtorskega prava. S temi deli je bistveno prispeval k pravni teoriji prava, nekatera področja pa je sploh kot prvi v Jugoslaviji znanstveno obdelal (npr.: odškodninsko pravo na področju nuklearne energije, potrošniško pravo). Leta 1988 je za delo Komentar obligacijskih razmerij (COBISS) dobil Kidričevo nagrado.
Od mladosti do srede 60. let je prevajal igre za gledališče, radio in TV iz francoščine, italijanščine in angleščine.